# Пузына, Ян
Ян Мауриций Павел Пузына из Козельска (пол. Jan Maurycy Paweł Puzyna z Kosielska; 13 сентября 1842, Гвоздец, Королевство Галиции и Лодомерии, Австрийская империя — 8 сентября 1911, Краков, Австро-Венгрия) — польский кардинал. Титулярный епископ Мемфиса и вспомогательный епископ латинской архиепархии Львова с 26 февраля 1886 по 22 января 1895. Епископ Кракова, с титулом князя-епископа, с 22 января 1895 по 8 сентября 1911. Кардинал-священник с 15 апреля 1901, с титулом церкви Санти-Витале-Валерия-Джервазио-э-Протазио с 9 июня 1902.

Участник Конклава 1903 года, где от имени австрийского императора Франца Иосифа наложил вето на избрание кардинала-государственного секретаря Мариано Рамполлы дель Тиндаро римским папой.